# Couvent Sainte-Rose du Lac
 (mai 2014).

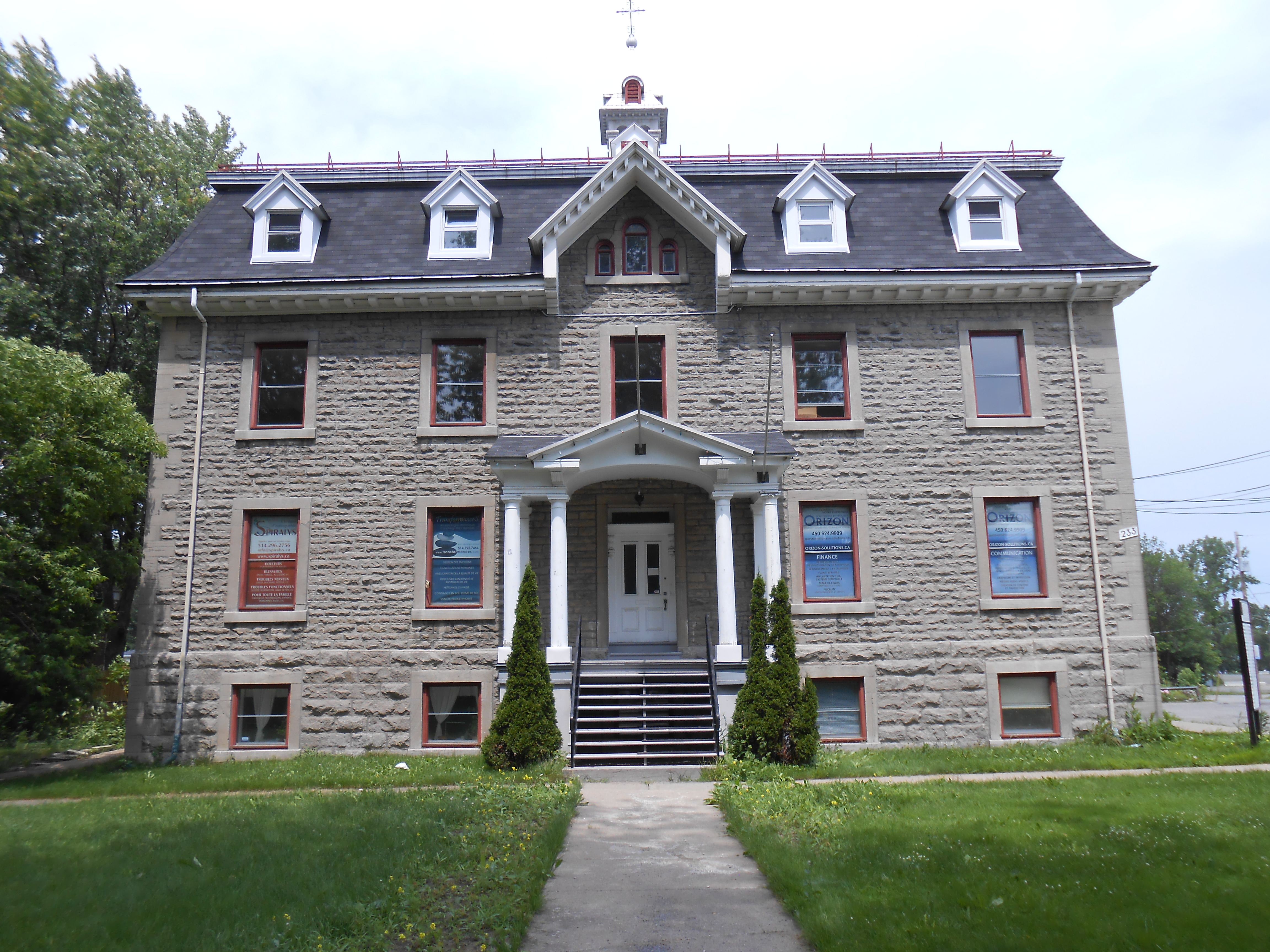
Ancien couvent des sœurs de Sainte-Croix

La bâtisse Sainte-Croix est un immeuble historique de 1872 se situant dans le Vieux Sainte Rose à Laval au Québec, l'adresse étant 233 boulevard Sainte-Rose. Cet immeuble est un ancien couvent des sœurs de Sainte-Croix.

## Historique
Conçu par le grand architecte Victor Bourgeau dont plusieurs des œuvres telles que l'intérieur de la Basilique Notre-Dame de Montréal, Église Saint-Pierre-Apôtre de Montréal, la Cathédrale Saint-Jacques de Montréal, l'Église Sainte-Rose (Laval) De Lima, l'Église de Pointe-Claire, parmi plus d'une centaine de réalisations.
Situé en plein cœur du Vieux Sainte-Rose au bord de la rivière des Milles-Iles.
Il a été habité par la congrégation des Sœurs de Sainte-Croix jusqu'en 2004. Aujourd'hui occupé par plusieurs commerces et appartements, ce bâtiment n'a rien perdu de son charme d'antan, avec une petite touche de modernisme intérieur.[non neutre]